# Rússia europeia

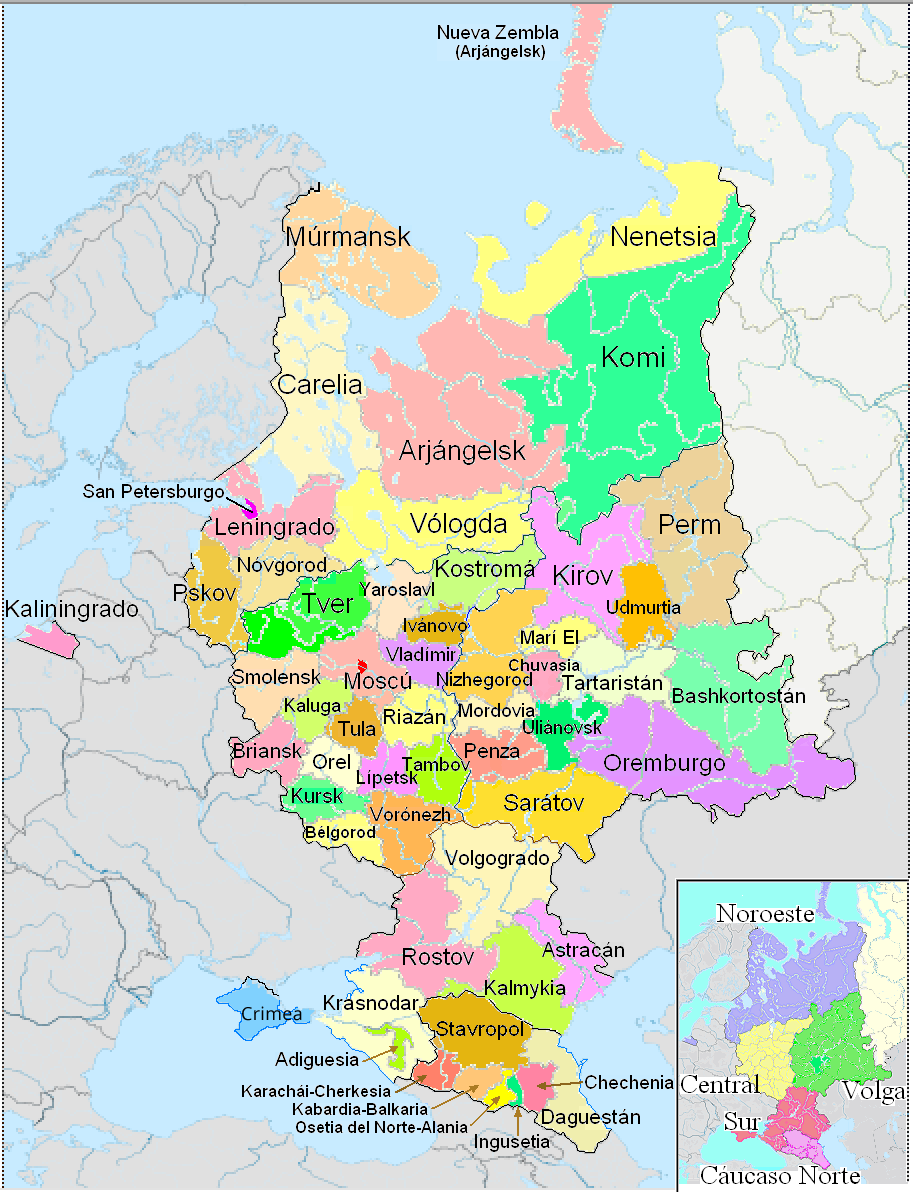
Rússia na Europa

Rússia Europeia (em russo:  Европейская часть России) refere-se à área ocidental da Rússia, na Europa, compreendendo cerca de 3.960.000 km², e abrangendo 40% da Europa. A fronteira oriental é definida pelos Montes Urais e no sul pela fronteira com o Cazaquistão.
Nesta área ficam grandes cidades como Moscou, a capital do país e São Petersburgo, que já foi a capital, elas são as duas maiores cidades do país.
Cerca de 78% dos russos vivem na Rússia Europeia. Apenas 25% do território russo fica na Europa.
O termo "Rússia Europeia" foi usado no Império Russo para se referir aos territórios tradicionais eslavos orientais sob controlo russo, incluindo a moderna Bielorrússia e a maior parte da Ucrânia (Ucrânia do Dniepre).